# Czynnik endogeniczny
Czynnik endogeniczny – czynnik geologiczny, którego siła tkwi we wnętrzu Ziemi (inaczej przyczyna procesu geologicznego). Objawia się na powierzchni Ziemi jako trzęsienia ziemi, wulkanizm, ruchy epejrogeniczne, talasogeniczne, izostatyczne oraz ruchy orogeniczne.
Czynniki endogeniczne – mogą również dotyczyć zmian zachodzących wewnątrz przedsiębiorstw, których dynamika jest zróżnicowana, w znacznym stopniu uzależniona od turbulencji zachodzącej w otoczeniu zewnętrznym. Np. zmiana poziomu inwestycji w danym sektorze gospodarki może pobudzić rozwój przedsiębiorstw (np. poprzez zwiększenie zamówień na danego rodzaju usługi lub produkty) lub poprzez gwałtowny wzrost konkurencyjności wyeliminować szereg firm z danego rynku.
Endogeniczny wskaźnik czasu pracy – wskaźniki tego typu można budować w dwóch wymiarach: mikrospołecznym (dane z badań budżetu czasu) i makrospołecznym (dane dotyczące bilansu czasu populacji).